# Панмульгваннёк
Панмульгваннёк (кор. 박물관역 — Станция «Музей») — эстакадная  станция линии легкорельсового транспорта Пусан — Кимхэ Пусанского метро. Она представлена двумя боковыми платформами. Станция обслуживается  АО «Легкорельсовый транспорт Пусан — Кимхэ». Расположена в квартале Нэ-дон города Кимхэ провинции Кёнсан-Намдо (Республика Корея).
Станция была открыта 16 сентября 2011 года. На станции установлены платформенные раздвижные двери.
Возле станции находится Национальный музей Кимхэ, гробница королевы Хо и холм Куджибон, где, по легенде, родился король Суро.